# Leptodirus hochenwartii
Leptodirus hochenwartii o L. hohenwarti Schmidt, 1832 è un coleottero cavernicolo della famiglia Leiodidae, unica specie appartenente al genere Leptodirus. È una specie troglobia, endemica delle grotte della Slovenia, Croazia e in minima parte dell'Italia nordorientale (Carso triestino). 

## Biologia ed ecologia
L. hochenwartii è un cavernicolo obbligato, che si è adattato a vivere in ambiente ipogeo e non è più in grado di sopravvivere nell'ambiente esterno. Di conseguenza, possiede le caratteristiche morfologiche tipiche degli animali troglobi: zampe e antenne allungate, scomparsa delle ali, totale depigmentazione e mancanza di occhi (anoftalmia). Le sue caratteristiche peculiari sono però rappresentate dal torace particolarmente sottile, da cui deriva il nome del genere (leptos=sottile e deiros=torace), e dalle elitre allungate e concave che ricoprono completamente l'addome, conferendo all'animale la forma tipicamente tondeggiante. Questo adattamento (noto anche come "falsa fisogastria") permette all'animale di immagazzinare aria umida sotto le elitre e utilizzarla per la respirazione nelle aree più secche. Un'altra caratteristica è la presenza sulle antenne di un organo specifico (organo di Hamann), che consente all'animale di percepire il grado di umidità presente nell'aria. 
Vive principalmente in cavità di grandi dimensioni e per lo più fredde, in cui la temperatura non supera i 12 °C. È noto che si nutre di sostanze organiche, sia animali sia vegetali, provenienti dall’esterno attraverso le acque di percolazione o tramite il guano di chirotteri e uccelli troglofili oppure di resti di animali morti in grotta. Molto poco si conosce sull'ecologia e sullo sviluppo della specie. Il solo studio approfondito effettuato su L. hochenwartii ha dimostrato che in essa, come in altri Leptodirini ipogei molto specializzati, la femmina depone un piccolo numero di uova relativamente grandi che hanno bisogno di molto tempo per svilupparsi. Il numero di stadi larvali è ridotto ad uno e la larve non si nutrono finché non mutano allo stadio adulto. Non si conosce il periodo di massima attività degli adulti. Come molte altre specie troglobie, la costanza delle condizioni atmosferiche e l’assenza di luce in grotta hanno prodotto la perdita del ritmo circadiano, mentre quello stagionale rimane condizionato dal regime delle piogge. 

## Storia delle ricerche

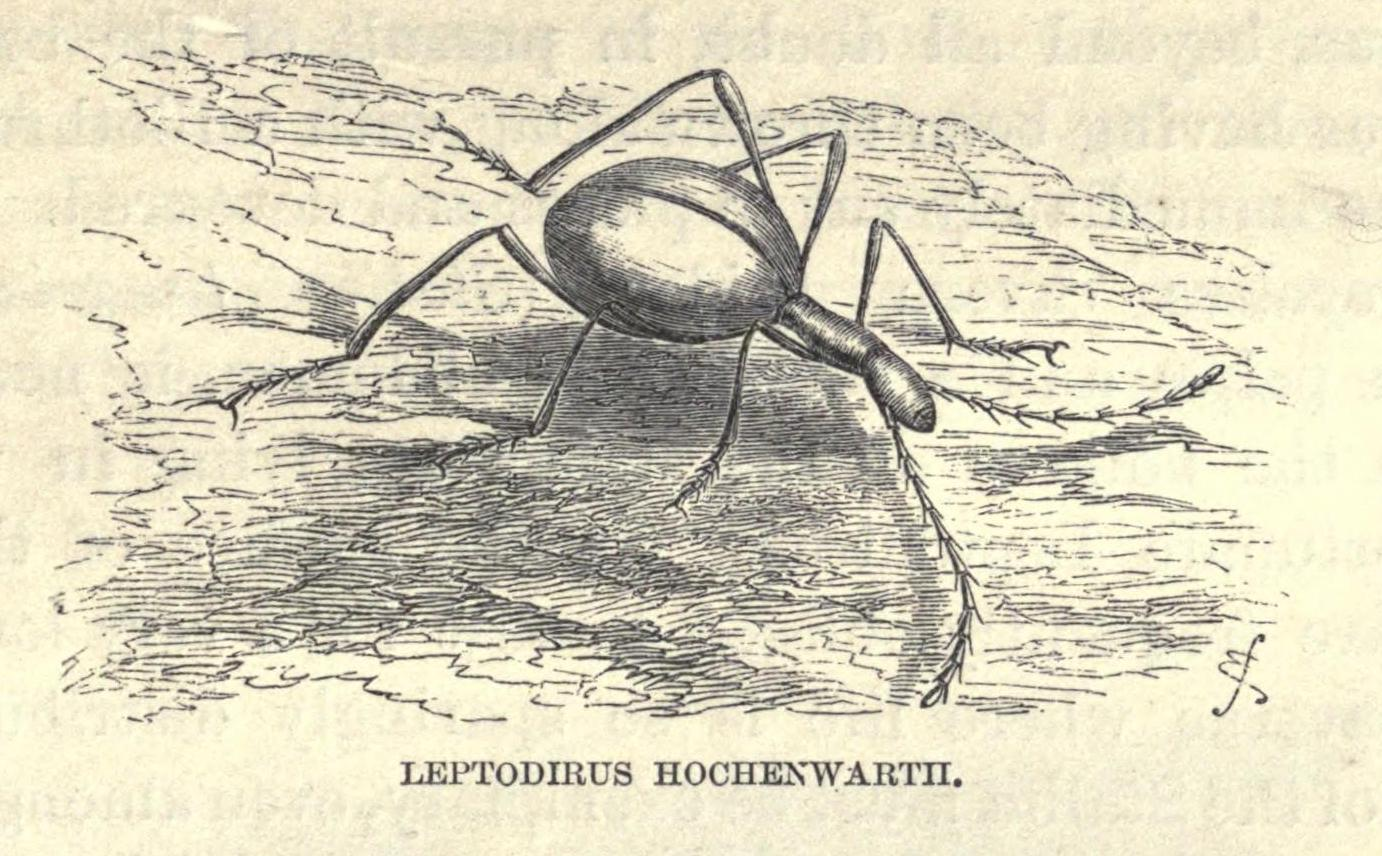
L. hochenwartii in una litografia del 1871

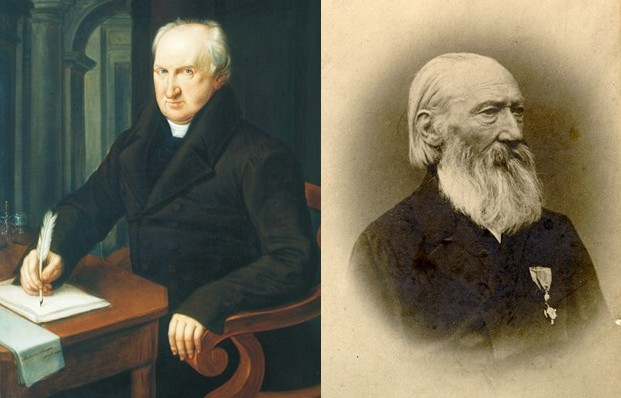
Ritratti di Franz von Hochenwart e Ferdinand J. Schmidt, dagli archivi del Museo Nazionale della Slovenia, Lubiana

Il primo esemplare di L. hochenwartii fu rinvenuto nel 1831 da Luka Čeč, un addetto alle illuminazioni delle Grotte di Postumia, nella Slovenia sudoccidentale, durante l'esplorazione di una nuova porzione della cavità scoperta alcuni anni prima. Egli consegnò l'esemplare al conte Earl Franz von Ho(c)henwart, il quale però non fu in grado di determinarne la specie e lo consegnò a sua volta a Ferdinand Josef Schmidt, un naturalista ed entomologo di Lubiana. Schmidt riconobbe che si trattava di una nuova specie e la descrisse nell'articolo "Beitrag zu Krain's Fauna" (Contributo alla fauna della Carniola), pubblicato nel 1832 sulla rivista Illyrisches Blatt, attribuendogli il nome generico Leptodirus (da leptos=sottile e deiros=torace) e l'epiteto specifico hochenwartii in onore del donatore dell'esemplare. Nell'articolo suggerì anche il nome comune in sloveno drobnovratnik e quello in tedesco Enghalskäfer, entrambi in riferimento al caratteristico torace molto sottile dell'animale. L'articolo rappresenta la prima descrizione formale di un animale cavernicolo, dal momento che il proteo (Proteus anguinus), descritto nel 1768 da Josephus Nicolaus Laurenti, non era all'epoca considerato tale. Nel 1856 l'entomologo russo Viktor Motchoulski descrisse una nuova specie di Leptodirus che chiamò L. schmidti, oggi considerata sottospecie di L. hochenwartii.
Le successive ricerche portate avanti da Schmidt e da altri studiosi permisero di scoprire nuove specie di animali cavernicoli fino ad allora sconosciute, che stimolarono l'interesse verso questo habitat. Per questo motivo la scoperta di L. hochenwartii, assieme a quella del proteo, è considerata il punto di partenza della biospeleologia come disciplina scientifica.

## Tassonomia e distribuzione

Areale approssimativo di L. hochenwartii nelle Alpi Dinariche

L. hochenwartii è l'unica specie appartenente al genere Leptodirus. È una specie endemica delle Alpi Dinariche occidentale, dalla Carniola interna (Slovenia) a nord al Velebit (Croazia) a sud. All'interno di questo areale sono attualmente riconosciute valide sei sottospecie:
- L. hochenwartii hochenwartii Schmidt, 1832
- L. hochenwartii schmidti (Motschoulsky, 1856)
- L. hochenwartii reticulatus J. Müller, 1906
- L. hochenwartii pretneri Müller, 1926
- L. hochenwartii croaticus Pretner, 1955
- L. hochenwartii velebiticus Pretner, 1970[2][7]

Di queste, due sottospecie (hochenwartii e schmidti) sono presenti esclusivamente in Slovenia e tre (pretneri, croaticus e velebiticus) esclusivamente in Croazia. La sottospecie L. h. reticulatus è presente in Slovenia, in Croazia e nel Carso triestino in Italia. Nel Carso triestino la sottospecie è attualmente conosciuta soltanto per la Grotta Noè Archiviato il 9 ottobre 2017 in Internet Archive. ad Aurisina (che rappresenta la località tipica della sottospecie); nella Grotta Mattioli di Gropada, dove la specie era stata segnalata dall'entomologo Egor Pretner, recenti ricerche hanno dato esito negativo.

## Stato di conservazione
Sebbene lo stato di conservazione della specie non sia stato ufficialmente valutato dall'IUCN e nonostante in alcune grotte la densità di individui è molto alta, a causa del limitato areale e della riproduzione lenta L. hocherwartii è considerata una specie rara e a rischio di estinzione. Le principali minacce alla specie sono rappresentate dal prelievo massiccio e illegale di esemplari e dall'inquinamento dell'ambiente ipogeo. Per questo motivo la specie è inserita nella Lista Rossa slovena delle specie a rischio (categoria R) e negli allegati II e IV della Direttiva Habitat (92/43/EEC) e il prelievo di individui, anche per studi scientifici, è strettamente regolato da permessi. Inoltre, la Slovenia ha istituito 15 aree di protezione nell'ambito della Rete Natura 2000 per la protezione della specie.

## Curiosità
La specie è stata scelta come simbolo della rivista scientifica slovena Acta Entomologica Slovenica.